# Château de Tistad
Le château de Tistad (Tistad slott), ou Tista, est un château suédois situé dans le comté de Södermanland. Il se trouve à 12 kilomètres au nord-ouest de la petite ville de Nyköping, dans la commune du même nom.

## Historique
Le domaine a été mentionné au début du XVIIe siècle. Il est alors la propriété du seigneur Bengt Gustafsson Sparre (mort en 1632). Il entre ensuite par la mariage de sa fille avec le baron Schering Rosenhane (1609-1663) dans la famille Rosenhane. C’est le baron Fredrik Bengt Rosenhane qui détruit l’ancien manoir pour construire le château actuel entre 1766 et 1771. Il est de style néoclassique palladien avec des inspirations françaises. Vers 1800, il est vendu à Fabian Ulfsparre et passe en 1812 au comte Gustaf von Wachtmeister, dont les descendants en sont toujours les propriétaires aujourd’hui. Il fait partie du patrimoine historique protégé depuis 1983.
Le château, propriété privée, est ouvert à des visites groupées et loue des chambres.

## Source
- (sv) Cet article est partiellement ou en totalité issu de l’article de Wikipédia en suédois intitulé « Tistad slott » (voir la liste des auteurs).